# Hippolyte Lévesque
Pour les articles homonymes, voir Lévesque.
Pierre Hippolyte Lévesque, né le 22 septembre 1795 à Paris et mort le 27 juillet 1864 dans le 12e arrondissement de Paris, est un auteur dramatique français.

## Biographie
Commis rédacteur au Ministère de la Guerre, ses pièces ont été représentées au Théâtre de la Porte-Saint-Antoine, au Théâtre de la Gaîté, au Théâtre du Panthéon et au Théâtre de l'Ambigu-Comique.
Il est admis à la retraite en 1858 en qualité de sous-chef de bureau au Ministère de la Guerre.
À son décès, il est chevalier de la Légion d’honneur.

## Œuvres
- Félix et Roger, pièce en 1 acte, avec Overnay et Jean Berrier, 1824
- La Folle pour rire, comédie en 1 acte, mêlée de couplets, avec Charles Hubert, 1824
- Une heure à Calais, pièce en 1 acte mêlée de couplets, avec Alexandre Martineau, 1824
- La Forêt de Bondi, ou la Fausse Peur, comédie en 1 acte et en prose, 1825
- Le Sournois, mélodrame en 2 actes, avec Anicet-Bourgeois, 1830
- Guide des familles en matière de recrutement, Anselin, 1834
- L'Ouvrière, drame-vaudeville en 3 actes, avec Berrier, 1835
- George, ou la Destinée, drame en 3 actes, mêlé de chant, avec Berrier, 1836
- Lebel, ou le Premier Valet de chambre, comédie-vaudeville en un acte, avec Armand Joseph Overnay, 1837
- L'Amour d'un ouvrier, drame-vaudeville en 2 actes, avec Michel Delaporte, 1839